# Maligne Range
Maligne Range är ett berg i Kanada.   Det ligger i provinsen Alberta, i den centrala delen av landet, 3 100 km väster om huvudstaden Ottawa. Toppen på Maligne Range är 2 956 meter över havet.
Terrängen runt Maligne Range är kuperad österut, men västerut är den bergig.Trakten runt Maligne Range är nära nog obefolkad, med mindre än två invånare per kvadratkilometer.. Det finns inga samhällen i närheten. 
Trakten runt Maligne Range består i huvudsak av gräsmarker.